# Alfons Maria Schneider
Alfons Maria Schneider (* 16. Juni 1896 in St. Blasien; † 4. Oktober 1952 nahe Aleppo) war ein deutscher Christlicher Archäologe und Byzantinist.

## Leben
Alfons Maria Schneider war der Sohn des Gendarmen Liborius Schneider. Er besuchte das erzbischöfliche Konvikt in Rastatt. Noch vor der Reifeprüfung wurde er zum Militärdienst einberufen und kämpfte von 1916 bis 1918 im Ersten Weltkrieg. Nach der Reifeprüfung 1918 studierte Schneider an der Universität Freiburg Katholische Theologie, orientalische Sprachen, vergleichende Religionswissenschaft und Kunstgeschichte. Unter seinen akademischen Lehrern beeinflusste ihn besonders der Theologe, Christliche Archäologe und Kunsthistoriker Joseph Sauer, bei dem Schneider auch seine Dissertation verfasste.
Nach dem Studium war Schneider Kaplan in Rheinfelden, Heidelberg und Bietigheim. Am 18. Juni 1922 wurde er zum Priester geweiht. 1926 wurde er an der Universität Freiburg mit dem Prädikat „multa cum laude“ zu Dr. theol. promoviert. Für seine Dissertation erhielt er das Reisestipendium des Deutschen Archäologischen Instituts für das Jahr 1926/27. In den folgenden Jahren nahm Schneider an zahlreichen Ausgrabungen in Griechenland, der Türkei und Palästina teil. Nachdem er zum 15. Mai 1934 zum Vikar an der Pfarrkuratie St. Konrad in Freiburg ernannt worden war, habilitierte er sich 1936 an der Universität Freiburg für Christliche Archäologie. Die Erteilung der venia legendi verzögerte sich jedoch wegen innerkirchlicher Bedenken. 1937 ernannte das Reichserziehungsministerium Schneider zum Dozenten an der Universität Freiburg.
Zum 1. Januar 1939 wurde Schneider als Dozent an die Universität Göttingen versetzt, wo er an der Philosophischen Fakultät mit Lehrauftrag für „Byzantinische und Frühislamische Architektur und Kunstgeschichte“ wirkte. Seine dortige Tätigkeit wurde mehrmals unterbrochen: 1941 diente er kurze Zeit als Dolmetscher im Zweiten Weltkrieg, 1942 vertrat er einen Lehrstuhl an der Universität Prag, 1943/44 arbeitete er als Assistent am Deutschen Archäologischen Institut in Istanbul.
1944 wurde Schneider in Göttingen zum außerplanmäßigen Professor ernannt und 1948 zum ordentlichen Mitglied der Akademie der Wissenschaften zu Göttingen gewählt. Während der Nachkriegsjahre setzte er seine wissenschaftliche Arbeit, insbesondere die Grabungen im Orient fort. 1952 wurde er für einen Lehrstuhl an der Universität Würzburg nominiert und erhielt gleichzeitig einen Ruf auf eine außerordentliche Professur für Byzantinische Kunstgeschichte an der Universität München. Schneider nahm den Ruf nach München an und trat kurz darauf eine Reise nach Resafa in Syrien an (gemeinsam mit seinem Freund und Kollegen Johannes Kollwitz und Katharina Otto-Dorn). Auf der Reise starb Schneider in der Nacht zum 4. Oktober 1952 im Zug nach Aleppo an einem aufgebrochenen Tumor. Er wurde im Franziskanerkloster in Aleppo beigesetzt.
Schneider beschäftigte sich sein Leben lang mit den Denkmälern des christlichen Orients. Seine Grabungsberichte und Studien trugen wesentlich zu ihrer Erschließung bei. Sein besonderer Forschungsschwerpunkt war die Topographie und Baugeschichte der Stadt Konstantinopel. Er verfasste auch Artikel für das Reallexikon für Antike und Christentum (RAC) und die Realenzyklopädie der Klassischen Altertumswissenschaft (RE) sowie Artikel und Rezensionen für die Byzantinische Zeitschrift.
Schneider war einer der prägenden akademischen Lehrer des klassischen Philologen Albrecht Dihle, den er zur Beschäftigung mit dem Themenkomplex „Antike und Christentum“ anregte und mit dem Franz Joseph Dölger-Institut in Verbindung brachte.

## Schriften (Auswahl)
- Refrigerium: I. Nach literarischen Quellen und Inschriften . Freiburg 1928 (Teildruck der Dissertation)
- mit Bruno Meyer: Die Landmauer von Konstantinopel. 2. Vorbericht über den Abschluss der Aufnahme 1929–1933. Berlin 1933
- Die Brotvermehrungskirche von et-tâbġa am Genesarethsee und ihre Mosaiken. Paderborn 1934
  - Englische Übersetzung von Ernest Graf: The Church of the multiplying of the loaves and fishes at Tabgha on the lake of Gennesaret and its mosaics. London/Zürich/Paderborn 1937
- Byzanz. Vorarbeiten zur Topographie und Archäologie der Stadt. Berlin 1936. Nachdruck Amsterdam 1967
- mit Walter Karnapp: Die Stadtmauer von Iznik (Nicaea). Berlin 1938
- Die Hagia Sophia zu Konstantinopel. (»Bilderhefte antiker Kunst« / hrsg. vom Archäologischen Institut des Deutschen Reiches ; 6). Berlin : Gebr. Mann 1939 Digitale Bibliothek Elbing
- Die Grabung im Westhof der Sophienkirche zu Istanbul. Berlin 1941
- Die römischen und byzantinischen Denkmäler von Iznik-Nicaea. Berlin 1943
- Stimmen aus der Frühzeit der Kirche. Köln 1948
- mit Franz Dölger: Byzanz. Bern 1952
- Bericht über eine Reise nach Syrien und Jordanien (2.10.–22.11.1951). Göttingen 1952
- Konstantinopel. Gesicht und Gestalt einer geschichtlichen Weltmetropole. Mainz, Berlin 1956
- Hans Reinhard Seeliger (Hrsg.): Alfons Maria Schneider. Reticulum: Ausgewählte Aufsätze und Katalog seiner Sammlungen. Münster 1998 (Jahrbuch für Antike und Christentum Ergänzungsband 25), ISBN 3-402-08109-1